# 후크 선장

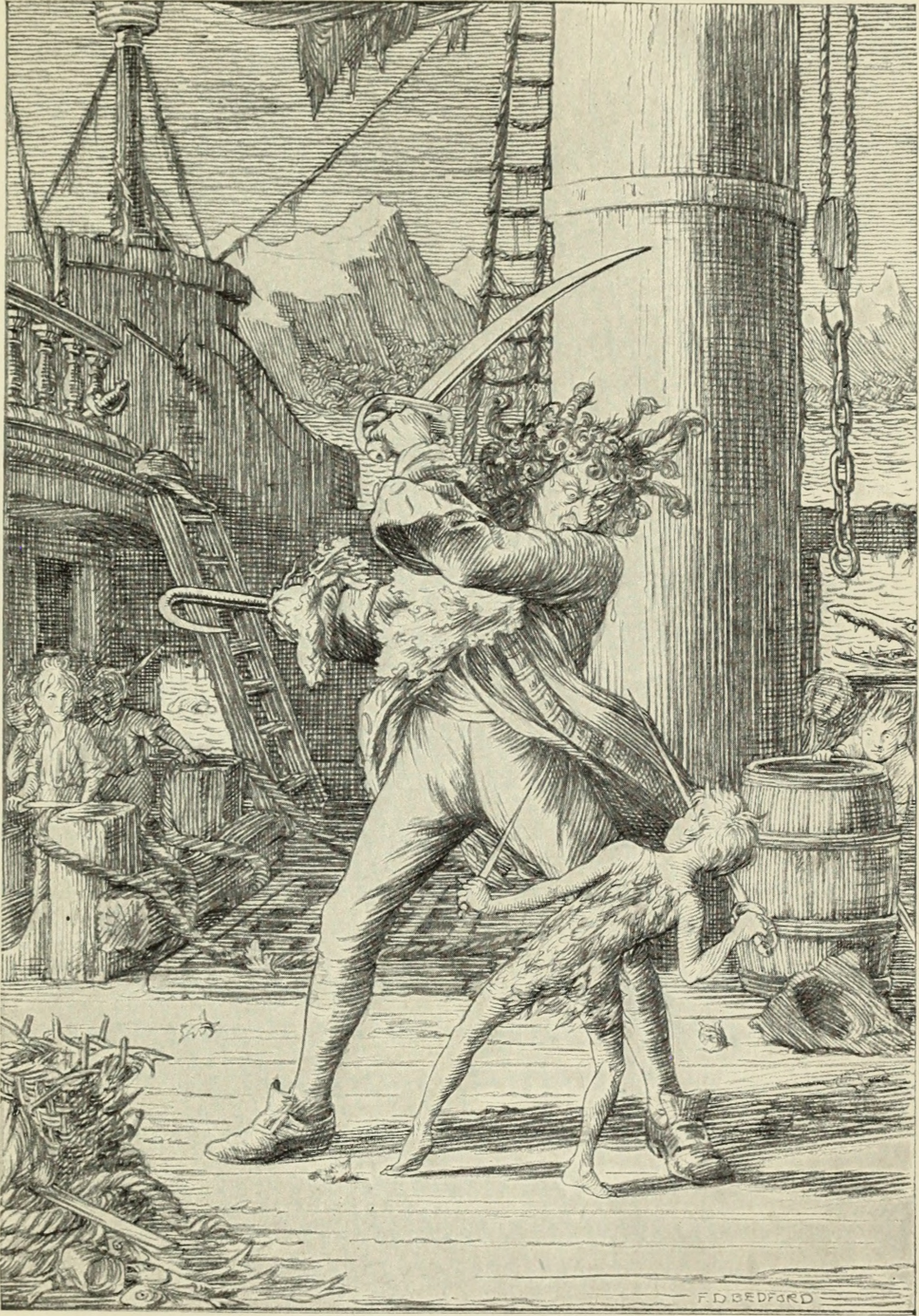
1912년의 삽화에 나오는 후크 선장

후크 선장(영어: Captain Hook)은 제임스 매슈 배리의 희곡 《피터 팬: 자라지 않는 소년》과 소설 《피터와 웬디》에 나오는 등장 인물이다. 해적선의 선장으로, 왼쪽 팔을 잃어 갈고리 팔을 달고 있다.